# Енакиевский исторический музей
Енакиевский исторический музей - один из исторических музеев Донецкой области, который открылся в 1977 году как народный музей, в 1979 году стал отделом Донецкого областного краеведческого музея. В 1992 г. музей получает статус самостоятельного государственного музея истории города Енакиево.

## История музея
Музей истории города Енакиево был основан при Енакиевском филиале Донецкого политехнического института в 1967 г. Когда в 1973 году филиал политехнического института был закрыт, музей прекратил свою работу. Второй раз он начал свою работу в 1977 году в связи с активной деятельностью учителей истории Григория Петровича Косенко и Анатолия Владимировича Клевцова, историка и археолога Виктора Федоровича Клименко. Музей получил звание народного. В 1979 году музей стал государственным и отделом Донецкого областного краеведческого музея. В 1992 г. музей получил статус самостоятельного городского музея истории г. Енакиево и стал коммунальной собственностью города. Капитальный ремонт осуществлен в 1992-95 гг и 2007-2008 гг.

## Общая характеристика
Экспозиция музея размещена в пяти залах и насчитывает более пятнадцати тысяч экспонатов. Музей имеет уникальную археологическую коллекцию. Старейшей вещью считают кремнёвый резец времен палеолита, найденный в поселке Розовка возле Енакиево. Интересна коллекция кремнёвых орудий эпохи мезолита, а также орудий труда, сосудов, украшений. Представлены также материалы скифского и сарматского периодов. В этнографическую коллекцию входят полотенца, рубашки, предметы быта.
Открыты залы «Археология» и «История родного края со времен заселения до 1939 года» , «Енакиево в период Великой Отечественной войны» , «Жизнь и деятельность Г. Т. Берегового» . Представлены новые материалы об известном металлурге, вице-президенте АН СССР в 40-50 е годы академике Иване Павловиче Бардине, который с 1917 г. по 1923 г. работал на Енакиевском металлургическом заводе.
Зал космонавтики, посвященный дважды Герою Советского Союза, летчику-космонавту СССР, генерал-лейтенанту авиации, почетному гражданину города Георгию Тимофеевичу Берегово - один из самых интересных залов музея. Здесь представлено более 500 экспонатов.